# Сантіусте (Гвадалахара)
Сантіусте (ісп. Santiuste) — муніципалітет в Іспанії, у складі автономної спільноти Кастилія-Ла-Манча, у провінції Гвадалахара. Населення — 22 особи (2010).
Муніципалітет розташований на відстані близько 110 км на північний схід від Мадрида, 60 км на північний схід від Гвадалахари.

## Демографія
Динаміка населення (INE ):

## Галерея зображень

Розташування муніципалітету у провінції Гвадалахара